# Terminator Salvation
Terminator Salvation és una pel·lícula de ciència-ficció i d'acció que es va estrenar el 21 de maig de 2009. Dirigida per McG, és la quarta pel·lícula de la saga iniciada amb Terminator. És protagonitzada per Christian Bale que protagonitza John Connor, Sam Worthington com el nou Terminator Marcus Wright, Anton Yelchin que és Kyle Reese i Bryce Dallas Howard que és Kate Connor. La pel·lícula, establerta el 2018, se centra en la guerra entre la humanitat i la xarxa informàtica Terminator, Skynet, i abandona la fórmula de la sèrie Arnold Schwarzenegger com el Model 101 Terminator que viatja al present per protegir o matar algú d'importància en el futur. Entre els nombrosos serfs robòtics de Skynet estan Helena Bonham Carter com Serena i Roland Kickinger com el primer T-800. La filmació va començar el 5 de maig de 2008.
Aquesta pel·lícula ha estat doblada al català.

## Argument
El 23 de maig de 2008, Warner Bros va fer públic el següent resum de la trama de la pel·lícula. L'argument es va modificar l'11 de juny de 2008:
| « | Situat en el postapocalíptic 2018, John Connor (Christian Bale), l'home destinat a ser el líder de la resistència humana contra Skynet i el seu exèrcit de Terminators, el futur és alterat en part per l'aparició de Marcus Wright (Sam Worthington), un estrany l'última memòria del qual és ser al corredor de la mort. Connor ha de decidir si Marcus ha estat enviat des del futur, o rescatats del passat. Com Skynet prepara el seu atac final, Connor i Marcus s'han d'embarcar en una odissea que els porta al cor de les operacions de Skynet, on troben un terrible secret que pot donar lloc a la possible anihilació de la humanitat. | » |

James Middleton, el productor associat de la pel·lícula, va declarar que la pel·lícula "és de veritat sobre el naixement d'un nou heroi", i McG diu que també serà sobre el desenvolupament del Model T-800 Terminator. Ell va explicar que la pel·lícula és "com començar de nou en gran manera l'esperit del que Christopher Nolan va fer amb Batman Begins", en el sentit que ell es mantindrà en seu pròpia línia de pel·lícules, i que és "una mica d'una seqüela i una continuació, ja que narra la història de com arribem fins allà".

## Personatges
- John Connor: Líder de la resistència humana, té sobre trenta anys i està lliurant una guerra contra Skynet després que ha destruït gran part de la humanitat en un holocaust nuclear. Beli va ser la persona elegida i va firmar el paper el novembre de 2007. McG va parlar extensament amb Bale a Anglaterra sobre el paper, i que ambdós van acordar seguir endavant. Beli és un fan de les pel·lícules, i li va agradar el guió. Ell ha firmat per aparèixer en dues seqüeles. Ell i McG estan treballant en la història cada dia del rodatge.
- Marcus Wright: És un terminator especialment construït conservant òrgans biològics, ja que se li deixa el seu propi cervell i cor humà i és amic de Kyle Reese i John Connor. El seu últim record és el de ser al corredor de la mort i el seu relacion amb una doctora que lidereaba un projecte especial de la corporació Cyberdyne, i Connor no està segur si Wright és del passat o del futur. El creador de Terminator, James Cameron va recomanar personalment Worthington (el qual s'ha dirigit en Avatar) a McG. Worthington es va esquinçar un múscul a la seva costella esquerra durant les primeres setmanes de rodatge, però, no obstant això, va insistir en l'acompliment de les seves pròpies acrobàcies. McG, va expressar el seu interès en els actors Daniel Day-Lewis i Josh Brolin per al paper.
- Kyle Reese: És un soldat adolescent i admirador de John Connor. A The Terminator, per garantir la supervivència de la raça humana, va ser enviat enrere en el temps, a 1984 per protegir Sarah Connor, i amb ella va concebre John Connor.
- Kate Connor: És l'esposa de John, l'està ajudant a construir la resistència. Charlotte Gainsbourg va ser seleccionada inicialment per al paper, però el va deixar a causa de conflictes de programació amb una altra pel·lícula. Anteriorment va ser interpretada per Claire Danes a la tercera pel·lícula, Kate no és més que una veterinària, però en aquesta pel·lícula, ella també s'ha convertit en un metge. Howard va suggerir que Kate llegís molts llibres i tingués xerrades amb els supervivents. La pel·lícula, a ella li recorda als països en desenvolupament, devastats per la guerra i la falta de subministraments bàsics com a aigua potable, que "reflecteixen coses que estan succeint actualment en aquest privilegiat món que estem vivint on no hi ha hagut una apocalipsi i els robots no han pres el món. Crec que definitivament és una cosa que nosaltres hem de reinvestigar i que hem de prendre decisions per al nostre propi futur i prendre'l en consideració".
- Blair Williams: Ella és pilot en la resistència, i es culpa pel sofriment que tenen els supervivents que són en la resistència. Ella i Marcus Wright, tindran una història amorosa.
- Barnes: Un combatent que lluita per la llibertat i que és la mà dreta de John Connor.
- Serena Kogen: Ella és l'antagonista del film. Tilda Swinton es va considerar per al paper, però Helena Bonham Carter la va substituir just abans de la filmació. Bonham Carter ha dit que el seu espòs, Tim Burton és fan de Terminator i el va animar a acceptar el paper. El seu paper diu que serà "petit però fonamental" i només requerirà uns deu dies de rodatge. El 24 d'agost de 2008, Bonham Carter va retardar la filmació, se li va donar un permís per un període indefinit a causa de la mort de quatre dels seus membres de la família en un accident de mini bus al sud de l'Àfrica.
- Terminator T-800: Aquesta serà la primera pel·lícula de Terminator en la qual Arnold Schwarzenegger no interpreta el Terminator T-800, a causa que és l'actual governador de Califòrnia. Tanmateix, ell va concedir a la Companyia Halcyon permís per utilitzar la seva imatge a la pel·lícula. L'actor austríac Roland Kickinger ja va interpretar el 2005 una pel·lícula interpretant Schwarzenegger en una pel·lícula biogràfica. Quan se li va preguntar sobre el seu paper, Kickinger va dir que "jo faig el paper d'Arnold en el primer Terminator. Això és bàsicament el meu paper, però 20 anys abans, pel que estableix la forma en la qual el Terminator va venir". Ell també va revelar que hi ha una "escena molt forta a la pel·lícula, John Connor primera vegada es reuneix amb el Terminator, i no sap si ell és bo o dolent". L'atleta polonès Mariusz Pudzianowski també se li va considerar per al paper.[5]
- General Ashdown: Encara no se sap res sobre el personatge que interpretarà Michael Ironside, però se suposa que serà part important en la resistència.

## Producció
El 9 de maig de 2007 es va anunciar que els drets de la sèrie Terminator havien passat de les mans dels productors Andrew G. Vajna i Mario Kassar a l'empresa Halcyon. Els productors esperen començar una nova trilogia basada en la franquícia. McG va afirmar en directe que les dues primeres pel·lícules de Terminator eren entre les seves favorites. Segons el seu parer, la situació postapocalíptica permet que la pel·lícula pugui ser prou diferent per no ser una seqüela inferior. La idea que els esdeveniments a Terminator 2: Judgment Day i Terminator 3: Rise of the Machines, han alterat el futur, i també els ha permès ser flexibles amb la seva presentació del món futurista. John SR. Brancato, Michael Ferris i David C. Wilson van escriure el guió, Paul Haggis ho va revisar; i Shawn Ryan el va reescriure tres setmanes abans de filmar.
El 19 de juliol de 2007, el projecte de Terminator Salvation està al limbe jurídic a causa d'un plet entre MGM i Halcyon filial T Asset. Segons l'article, MGM té una exclusiva de 30 dies per negociar una justa distribució de les pel·lícules de Terminator. En negociar per a Terminator Salvation, Halcyon va rebutjar la seva proposta inicial, MGM va suspendre les negociacions. Després dels 30 dies, MGM va al·legar que el període durant el qual es van suspendre les negociacions no compten i el seu termini d'exclusivitat continua oberta. Halcyon va anar a un tribunal perquè dictés una ordre judicial que els permeti altres distribuïdors. Eventualment, tanmateix, Warner Bros ha pogut obtenir d'Amèrica del Nord els drets de distribució, mentre que Sony Pictures Entertainment distribuirà la pel·lícula en l'exterior. Això fa que la primera pel·lícula de la sèrie tingui la mateixa distribució que l'anterior pel·lícula.

### Llocs de rodatge
- Albuquerque, Nou Mèxic, Estats Units d'Amèrica
- College of Santa Fe, Santa Fe (Nou Mèxic), Estats Units d'Amèrica
- Taos (Nou Mèxic), Estats Units d'Amèrica

## Música
Danny Elfman va començar a compondre la partitura el gener de 2009. Reprise Records va llançar la banda sonora el 19 de maig de 2009, que inclou quinze cançons. Encara que no està inclòs en la banda sonora, "You Could Be Mine" de Guns N' Roses, que va ser presentat en Terminator 2: Judgment Day, també es pot escoltar breument en una escena de la pel·lícula.

### Banda sonora
1. "Opening"
2. "All Is Lost"
3. "Broadcast"
4. "The Harvester Returns"
5. "Fireside"
6. "No Plan"
7. "Reveal / The Escape"
8. "Hydrobot Attack"
9. "Farewell"
10. "Marcus Enters Skynet"
11. "A Solution"
12. "Serena"
13. "Final Confrontation"
14. "Salvation"
15. "Rooster" de Alice In Chains

## Repartiment
| Actor / actriu original | Personatge fictici |
| ----------------------- | ------------------ |
| Christian Bale          | John Connor        |
| Sam Worthington         | Marcus Wright      |
| Anton Yelchin           | Kyle Reese         |
| Bryce Dallas Howard     | Kate Connor        |
| Moon Bloodgood          | Blair Williams     |
| Helena Bonham Carter    | Dra. Serena Kogan  |
| Roland Kickinger        | T-800 Model 101    |
| Jadagrace Berry         | Star               |
| Linda Hamilton          | Sarah Connor       |